# Конституция Мальты
Конституция Мальты (мальт. Kostituzzjoni ta`Malta) — ныне действующий основной закон Мальты. Принята в 1964 году. Конституция принята в связи с провозглашением Мальты независимым государством в составе Британского Содружества.

## История
Проект данного документа разрабатывался в ходе переговоров между Мальтой и Великобританией. В мае 1964 года Конституция была принята на референдуме. В том же году была одобрена правительством Великобритании. Вступила в силу 21 сентября 1964 году.

## Структура
Состоит из 11 глав и 4 приложений. 
Положения первой главы дают представление о Мальте, как о государстве. Вторая глава закрепляет ряд государственных принципов. Третья глава регулирует вопросы, связанные с гражданством. Четвёртая глава провозглашает основные права и свободы граждан. Нормы, закреплённые в пятой и шестой главах посвящены президенту и парламенту, седьмая и восьмая главы — органам исполнительной и судебной власти. Девятая глава повествует о государственных финансах. Десятая глава регулирует вопросы, связанные с государственной службой. В одиннадцатой главе прописаны моменты, не вошедшие в предыдущие главы.

## Содержание
Согласно конституции, Мальта провозглашается нейтральным государством, которое активно стремится к миру. Мальта придерживается политики неприсоединения и отказывается принимать участия в любых военных союзах. Кроме того, положения конституции запрещают размещение на территории страны иностранных военных баз и их личного состав. Верфи могут быть использованы только для ремонта военных кораблей «в разумных пределах по времени и количеству» и полностью закрыты для военных судов «двух сверхдержав» (конкретного указания государств нет). Также в конституции упоминается о Георгиевском кресте, которым британский король Георг VI наградил Мальту за героизм в борьбе с фашизмом.
Исходя из конституции, главой государства является президент. Он избирается парламентом на пятилетний срок. Кроме премьер-министра и других членов правительства, президент назначает председателя Верховного суда, судей и генерального прокурора. Президент может быть отстранен от должности, если он не справляется со своими функциями или за недостойное поведение.
Функции парламента осуществляет Палата представителей. Она состоит из 65 депутатов, которые  избираются прямым всеобщим голосованием по пропорциональной избирательной системе сроком на 5 лет. Граждане обладают избирательным правом с 18 лет. В конституции не прописан круг вопросов, по которым Палата может принимать законодательные акты. Однако, в ней закреплено, что парламент должен издавать законы в целях поддержания «мира, порядка и хорошего правления  Мальтой». В конституции закреплено единственное требование, которое предъявляется к законотворческой деятельности парламента — обязательное соответствие законов конституции страны.
Исполнительная власть осуществляется правительством. Президент назначает премьер-министром лидера партии парламентского большинства. По рекомендации премьер-министра президентом назначаются другие министры. Правительство несёт ответственность перед парламентом.
Органом конституционного контроля является конституционный суд. В систему судов общей юрисдикции входят Апелляционный суд, Уголовный апелляционный суд, а также Гражданский, Коммерческий и Уголовный суды. Кроме того, в стране действуют магистерские суды. Они состоят из мировых судей. Данные суды рассматривают дела по малозначительным проступкам и гражданским спорам. Также в стране существуют трибуналы по административным и трудовым спорам.

## Поправки
Поправки принимаются парламентом простым большинством или 2/3 голосов. В некоторых случаях предусмотрено дополнительное одобрение на референдуме. Самая значительная поправка была принята в 1974 году. Согласно ей страна была преобразована из конституционной монархии (ранее главой государства являлась королева Великобритании) в президентскую республику.
После внесения поправок 1988 году были расширены полномочия президента. Было предусмотрено создание органа из представителей всех партий под председательством Президента, в ведении которого находятся такие важные вопросы, как оборона страны, международные отношения и другие. 
Всего Конституция Мальты изменялась 24 раза. Последние изменения были внесены в 2007 году. Согласно им на Мальте был введён уполномоченный по правам человека.